# Aristida pilgeri
Aristida pilgeri là một loài thực vật có hoa trong họ Hòa thảo. Loài này được Henrard mô tả khoa học đầu tiên năm 1927.